# Гиларца
Гила̀рца (на италиански: Ghilarza; на сардински: Ilartzi, Иларци) е малко градче и община в Южна Италия, провинция Ористано, автономен регион и остров Сардиния. Разположено е на 290 m надморска височина. Населението на общината е 4552 души (към 2010 г.).